# Wilhelm Molterer
Wilhelm Molterer (n. 14 mai 1955, Steyr) este un politician austriac. Din 2007 este vice-cancelarul Austriei și liderul Partidului Popular Austriac.
1. ↑  Wilhelm Molterer, Brockhaus Enzyklopädie, accesat în 9 octombrie 2017
2. ↑  Wilhelm Molterer, Munzinger Personen, accesat în 9 octombrie 2017